# Robert Crost
Jean Roger Crost, detto Robert (Buxy, 31 dicembre 1924 – Vichy, 2 dicembre 1991), è stato un cestista francese.

## Carriera
Con la Francia ha disputato i Giochi olimpici di Helsinki 1952.